# Yosiwo George
Yosiwo Palikkun George, född 24 juli 1941, död 13 augusti 2022, var en mikronesisk politiker som var landets vicepresident mellan 2015 och 2022. Han representerade inget parti eftersom det inte finns några politiska partier i Mikronesiska federationen.

## Bakgrund och privatliv
George är född på ön Kosrae. Han började lågstadiet Malem Elementary School på Kosrae men år 1957 flyttade han till Pohnpei. Han studerade först vid College of Guam tills han flyttade till Hawaiis universitet där han fick ett stipendium. Under sina studietiden studerade han också en en period vid New Mexicos universitet som utbytesstudent. År 1969 blev han färdig med kandidatexamen i naturvetenskap (med matematik som sitt huvudämne). Efter studierna jobbade George som ingenjör, lärare och social trygghetschef.
George var gift med Antilise W. Mackwelung George. Paret hade sju barn.

## Politisk karriär
George valdes till Kosraes viceguvernör år 1979 men redan ett år senare utnämndes han till chef för Mikronesiens sociala trygghetssystem  av president Tosiwo Nakayama. Han fokuserade på social välfärd under resten av sin politiska karriär. År 1983 valdes George som delstaten Kosraes guvernör tills år 1991. Efter detta var han Mikronesiens ambassadör till bl.a. Israel, USA och FN.
År 1997 blev George invald som senator i Mikronesiska federationens kongress där han satt i fyra år. Efter detta utnämndes han till chefsjurist i Kosraes högsta domstol, och hade denna befattning fram till år 2006.
Efter parlamentsvalet 2015 valdes George till Mikronesiens vicepresident av kongressen. Peter M. Christian blev president. George förnyade sitt mandat fyra år senare och denna gång valdes David W. Panuelo som president.
George avled i augusti 2022 efter att ha smittats av coronavirus. Han var 81 år gammal. Senatorn Aren B. Palik valdes som Georges efterträdare av kongressen.